# Fritz Gebauer
Fritz Gotthard Gebauer, född 14 juli 1906 i Breslau, död 1979, var en tysk SS-Hauptsturmführer. Han var från 1941 till 1942 kommendant för koncentrations- och tvångsarbetslägret Janovska. Från 1941 till 1944 var han även chef för Deutsche Ausrüstungswerke (DAW) i Lemberg.

## Biografi
Gebauer, som till yrket var mekaniker, blev 1931 medlem i Schutzstaffel (SS). År 1941 blev han kommendant för koncentrations- och tvångsarbetslägret Janovska, beläget i närheten av Lemberg. Han var även chef för Deutsche Ausrüstungswerke, ett tyskt rustningsföretag, i Lemberg.
Efter andra världskriget blev Gebauer medlem i Sozialistische Einheitspartei Deutschlands (SED) i Dessau i dåvarande Östtyskland. År 1960 flydde han till Västtyskland. I juni 1971 dömde Landgericht Saarbrücken honom till livstids fängelse för mord på tvångsarbetare i Lemberg. Enligt ögonvittnen hade han personligen strypt interner.